# Mnemosyne arenae
Mnemosyne arenae är en insektsart som beskrevs av Ronald Gordon Fennah 1945. Mnemosyne arenae ingår i släktet Mnemosyne och familjen kilstritar. Inga underarter finns listade i Catalogue of Life.